# Erik Meijer (Informatiker)

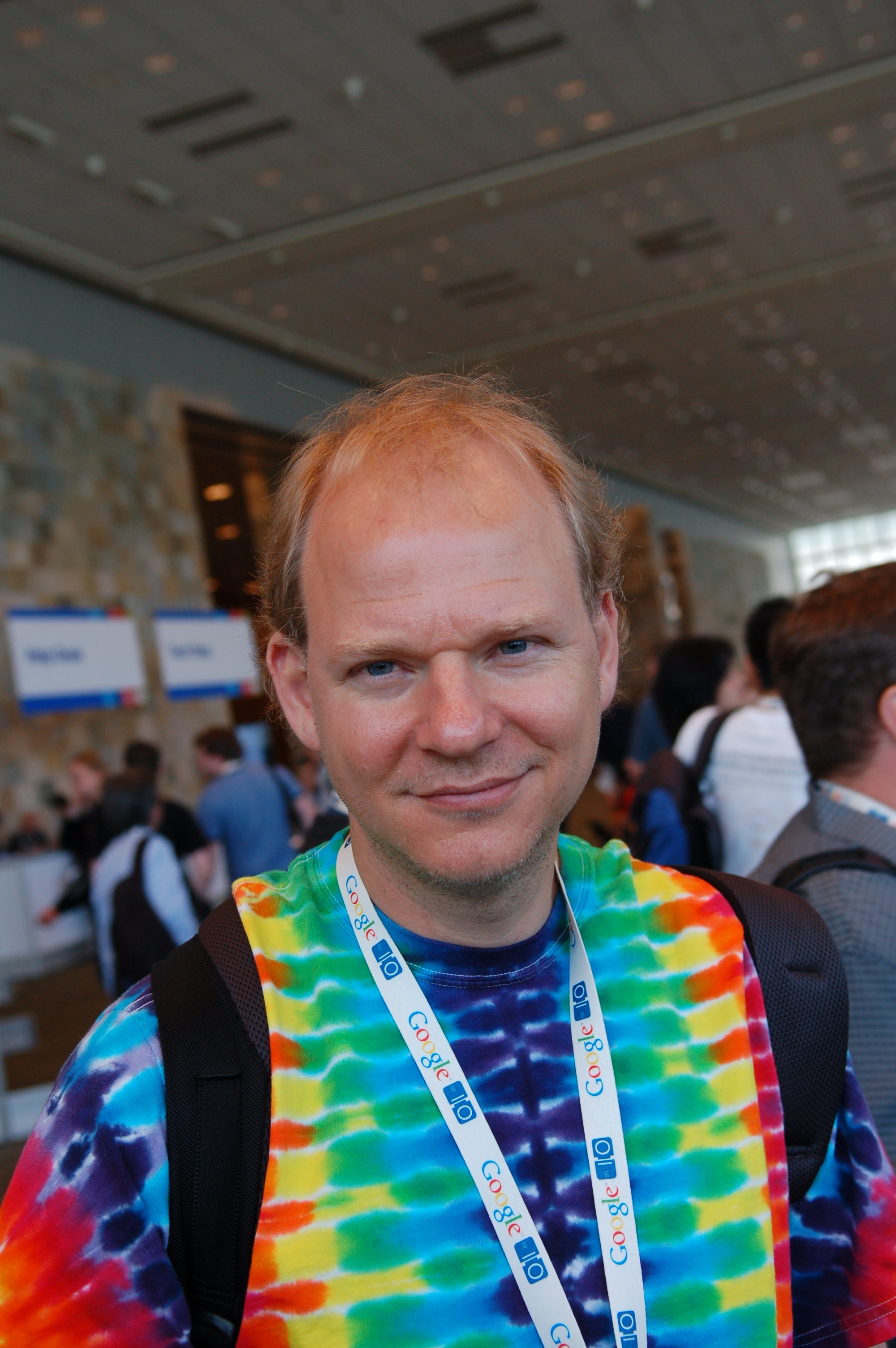
Erik Meijer (2009)

Erik Meijer (* 18. April 1963, Curaçao) ist ein niederländischer Informatiker und Unternehmer.

## Leben
Meijer lebte bis zu seinem fünfzehnten Lebensjahr auf den Niederländischen Antillen, als sein Vater in Ruhestand ging und die Familie zurück in die Niederlande kehrte.
Er machte 1992 seinen Ph.D. an der Radboud-Universität Nijmegen und war Professor an der Universität Utrecht. Meijers Forschung umfasste Bereiche der funktionalen Programmierung (insbesondere Haskell)
Compilerbau, Parsing, Programmiersprachenentwurf, XML und Foreign-Function Interfaces.
Von 2000 bis Anfang 2013 war er Softwarearchitekt bei Microsoft, wo er das Cloud Programmability Team leitete. Seine Arbeit bei Microsoft umfasste C#, Visual Basic .NET, LINQ, Microsoft Live Labs Volta und das Reaktive-Programmierung-Framework (Reactive Extensions) für das .Net-Framework. 2007 wurde ihm als Mitglied im C#-Team der Microsoft Outstanding Technical Achievement-Award verliehen und 2009 der Microsoft Outstanding Technical Leadership-Award.
2011 wurde ihm eine Teilzeit-Professur für Cloud-Programmierung an der Software Engineering Research Group der Technischen Universität Delft zugeteilt. Anfang 2013 verließ Erik Meijer Microsoft und gründete die Firma Applied Duality Incorporated. Er arbeitete dort an Hack für Facebook, der RxJava-Bibliothek für Netflix und Dart für Google. Seit 2013 ist er auch Honorar-Professor für Programmiersprachen-Design an der School of Computer Science der Universität Nottingham.
2014 wurde bei Erik Meijer Chronische myeloische Leukämie diagnostiziert.
Er gibt bei der MOOC-Firma Coursera eine Kurs Principles of Reactive Programming und bei edX einen Kurs Introduction to Functional Programming.
Weiterhin ist er Mitglied beim ACM Queue Editorial Board.